# Trận Kosovo (1448)
Đế biết về những trận đánh khác ở Kosovo, xem Trận Kosovo (định hướng)
Trận Kosovo thứ nhì (17 tháng 10 - 20 tháng 10, 1448) là một trận đánh diễn ra ở Cánh đồng Kosovo giữa quân đội Hungary do Janós Hunyadi chỉ huy và quân đội Ottoman do sultan Murad II chỉ huy.

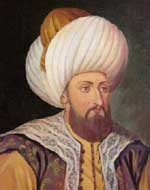
Sultan Murad II (1404-1451)
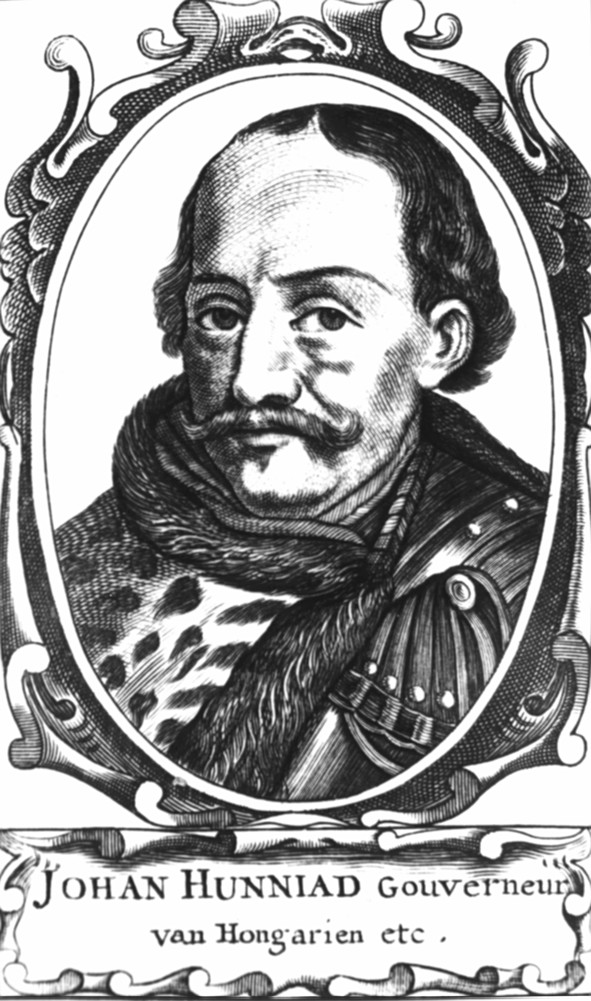
János Hunyadi (1406-1456)

Bốn năm sau thất bại trận Varna (1444), tướng Hungary János Hunyadi xâm lăng Serbia cùng với các đạo quân đồng minh đến từ Wallachia, Ba Lan và Đức. Ông tiến vào lãnh thổ Ottoman và tiến về Kosovo. Một trận đánh đã diễn ra tại đây. Đến ngày 19 tháng 10 năm 1448, quân của János Hunyadi bị quân Ottoman - do sultan Murad II chỉ huy đập tan. Với thất bại này, các quốc gia vùng Balkan lần lượt chịu ách đô hộ Đế quốc Ottoman. Các đạo quân Thập tự chinh sau đó phải hoà giải với Đế quốc Ottoman.
Đây là chiến thắng cuối cùng của Murad II.